# Виділення квадрату
В елементарній алгебрі виділення квадрату — це методика перетворення квадратного тричлена.
{\displaystyle ax^{2}+bx+c}
до вигляду
{\displaystyle a(x-h)^{2}+k}
де h і k — це деякі значення.
Виділення квадрату використовується при
- розв'язуванні квадратних рівнянь,
- при виведенні формули розв'язків квадратного рівняння,
- побудові графіків квадратичних функцій,
- оцінці інтегралів, наприклад, гаусових інтегралів з лінійною функцією в експоненті,
- пошуку перетворення Лапласа.

В математиці виділення квадрату часто використовується в різних обчисленнях із застосуванням квадратних тричленів.

## Огляд

### Уявлення
Формула з елементарної алгебри для обчислення квадрата двочлена:
{\displaystyle (x+p)^{2}\,=\,x^{2}+2px+p^{2}.}
Наприклад:
{\displaystyle {\begin{alignedat}{2}(x+3)^{2}\,&=\,x^{2}+6x+9&&(p=3)\\[3pt](x-5)^{2}\,&=\,x^{2}-10x+25\qquad &&(p=-5).\end{alignedat}}}
У будь-якому повному квадраті, коефіцієнт біля х у два рази перевищує число p, а вільний член дорівнює p2.

### Простий приклад
Розглянемо наступний квадратний поліном:
{\displaystyle x^{2}+10x+28.}
Він не є повним квадратом, оскільки 28 не квадрат числа 5:
{\displaystyle (x+5)^{2}\,=\,x^{2}+10x+25.}
Однак, можна цей тричлен представити у вигляді суми повного квадрату і числа:
{\displaystyle x^{2}+10x+28\,=\,(x+5)^{2}+3.}
Це і називається виділенням повного квадрату.

### Основний опис
Розглянемо довільний квадратний тричлен з коефіцієнтом при старшому члені 1 (нормований тричлен):
{\displaystyle x^{2}+bx+c,}
а також квадрат двочлена
{\displaystyle \left(x+{\tfrac {1}{2}}b\right)^{2}\,=\,x^{2}+bx+{\tfrac {1}{4}}b^{2}.}
Ці тричлени відрізняються тільки на сталу величину — в них різні вільні члени. Таким чином, ми можемо написати
{\displaystyle x^{2}+bx+c\,=\,\left(x+{\tfrac {1}{2}}b\right)^{2}+k,}
де {\displaystyle k\,=\,c-{\frac {b^{2}}{4}}}. Така операція називається виділенням квадрату.
Наприклад:
{\displaystyle {\begin{alignedat}{1}x^{2}+6x+11\,&=\,(x+3)^{2}+2\\[3pt]x^{2}+14x+30\,&=\,(x+7)^{2}-19\\[3pt]x^{2}-2x+7\,&=\,(x-1)^{2}+6.\end{alignedat}}}

### Узагальнення основного опису
Розглянемо квадратний тричлен вигляду
{\displaystyle ax^{2}+bx+c}
Винесемо коефіцієнт при старшому члені за дужки, отримаємо випадок, описаний вище.
Приклад:
{\displaystyle {\begin{aligned}3x^{2}+12x+27&=3(x^{2}+4x+9)\\&{}=3\left((x+2)^{2}+5\right)\\&{}=3(x+2)^{2}+15\end{aligned}}}
Це дозволяє нам представити довільний квадратний тричлен у формі
{\displaystyle a(x-h)^{2}+k.}

### Формула

#### Скалярний вигляд
Для виділення повного квадрату можна використовувати формули. Для загального випадку:
{\displaystyle ax^{2}+bx+c\;=\;a(x-h)^{2}+k,\quad {\text{де}}\quad h=-{\frac {b}{2a}}\quad {\text{та}}\quad k=c-ah^{2}=c-{\frac {b^{2}}{4a}}.}
Зокрема, коли а = 1:
{\displaystyle x^{2}+bx+c\;=\;(x-h)^{2}+k,\quad {\text{де}}\quad h=-{\frac {b}{2}}\quad {\text{і}}\quad k=c-{\frac {b^{2}}{4}}.}

#### Матричний вигляд
Матричний вигляд дуже схожий:
{\displaystyle x^{\mathrm {T} }Ax+x^{\mathrm {T} }b+c=(x-h)^{\mathrm {T} }A(x-h)+k\quad {\text{де}}\quad h=-{\frac {1}{2}}A^{-1}b\quad {\text{і}}\quad k=c-{\frac {1}{4}}b^{\mathrm {T} }A^{-1}b}
де {\displaystyle A} має бути симетричною.
Якщо {\displaystyle A} не симетрична, формули {\displaystyle h} і {\displaystyle k} мають такий вигляд:
{\displaystyle h=-(A+A^{\mathrm {T} })^{-1}b\quad {\text{і}}\quad k=c-h^{\mathrm {T} }Ah=c-b^{\mathrm {T} }(A+A^{\mathrm {T} })^{-1}A(A+A^{\mathrm {T} })^{-1}b}.

## Графічне представлення
В аналітичній геометрії, графік будь-якої квадратичної функції є парабола в ху-площині. Враховуючи вигляд квадратного тричлена
{\displaystyle (x-h)^{2}+k\quad {\text{або}}\quad a(x-h)^{2}+k}
числа h та k можуть бути інтерпретовані як декартові координати вершини параболи. Тобто, h — це х-координата осі симетрії (наприклад, вісь симетрії має рівняння х = h), і k — це мінімальне значення (або максимальне значення, Якщо а < 0) квадратичної функції.
Один зі способів переконатися у цьому — зверніть увагу, що графік функції ƒ(х) = х2 є парабола з вершиною в початку координат (0, 0). Таким чином, графік функції ƒ(x − h) = (x − h)2 є парабола зміщена вправо на h з вершиною в (h, 0), як показано у верхній частині малюнка. На відміну від попереднього графіка функції, ƒ(х) + k = x2 + k — це парабола зміщена вгору на k з вершиною в (0, k), як показано в центрі малюнка. Поєднання горизонтального і вертикального зміщень дає ƒ(x − h) + k = (x − h)2 + k, при якому парабола зсувається вправо на h і вгору на k з вершиною в (h, k), як показано на нижньому малюнку.

## Розв'язування квадратних рівнянь
Виділення квадрату може бути використане для розв'язання будь-якого квадратного рівняння. Наприклад:
{\displaystyle x^{2}+6x+5=0,}
Виділимо повний квадрат:
{\displaystyle (x+3)^{2}-4=0.}
Звідси маємо, що:
{\displaystyle (x+3)^{2}=4.}
Тому
{\displaystyle x+3=-2\quad {\text{або}}\quad x+3=2,}
і тому
{\displaystyle x=-5\quad {\text{або}}\quad x=-1.}
Це може бути застосовано до будь-якого квадратного рівняння. Коли коефіцієнт при х2 відмінний від 1, першим кроком є поділ на рівняння на цей коефіцієнт.

### Ірраціональні і комплексні корені
На відміну від методів, пов'язаних з розкладанням рівняння на множники, яке є надійним, тільки якщо корені раціональні, виділенням квадрату знайдемо корені квадратного рівняння навіть якщо ці корені є ірраціональними або комплексними. Наприклад, розглянемо рівняння
{\displaystyle x^{2}-10x+18=0.}
Виділення квадрата дає
{\displaystyle (x-5)^{2}-7=0,}
отже
{\displaystyle (x-5)^{2}=7.}
Потім
{\displaystyle x-5=-{\sqrt {7}}\quad {\text{або}}\quad x-5={\sqrt {7}},}
Лаконічніше:
{\displaystyle x-5=\pm {\sqrt {7}}.}
Отже,
{\displaystyle x=5\pm {\sqrt {7}}.}
Рівнянь з комплексними коренями можуть бути розв'язані таким же чином. Наприклад:
{\displaystyle {\begin{array}{c}x^{2}+4x+5\,=\,0\\[6pt](x+2)^{2}+1\,=\,0\\[6pt](x+2)^{2}\,=\,-1\\[6pt]x+2\,=\,\pm i\\[6pt]x\,=\,-2\pm i.\end{array}}}

### Загальний вигляд
Для незведених квадратних рівнянь першим кроком до їх розв'язання є розділити на коефіцієнт при х2. Наприклад:
{\displaystyle {\begin{array}{c}2x^{2}+7x+6\,=\,0\\[6pt]x^{2}+{\tfrac {7}{2}}x+3\,=\,0\\[6pt]\left(x+{\tfrac {7}{4}}\right)^{2}-{\tfrac {1}{16}}\,=\,0\\[6pt]\left(x+{\tfrac {7}{4}}\right)^{2}\,=\,{\tfrac {1}{16}}\\[6pt]x+{\tfrac {7}{4}}={\tfrac {1}{4}}\quad {\text{or}}\quad x+{\tfrac {7}{4}}=-{\tfrac {1}{4}}\\[6pt]x=-{\tfrac {3}{2}}\quad {\text{or}}\quad x=-2.\end{array}}}

## Застосування

### Інтегрування
Виділення квадрату може бути використане для обчислення інтегралів виду
{\displaystyle \int {\frac {dx}{ax^{2}+bx+c}}}
з використанням основних інтегралів
{\displaystyle \int {\frac {dx}{x^{2}-a^{2}}}={\frac {1}{2a}}\ln \left|{\frac {x-a}{x+a}}\right|+C\quad {\text{і}}\quad \int {\frac {dx}{x^{2}+a^{2}}}={\frac {1}{a}}\arctan \left({\frac {x}{a}}\right)+C.}
Наприклад, розглянемо інтеграл
{\displaystyle \int {\frac {dx}{x^{2}+6x+13}}.}
Виділення квадрата в знаменнику дає:
{\displaystyle \int {\frac {dx}{(x+3)^{2}+4}}\,=\,\int {\frac {dx}{(x+3)^{2}+2^{2}}}.}
Це може бути обчислено з допомогою підстановки у = х + 3, яка дає {\displaystyle \int {\frac {dx}{(x+3)^{2}+4}}\,=\,{\frac {1}{2}}\arctan \left({\frac {x+3}{2}}\right)+C.}

### Комплексні числа
Розглянемо вираз
{\displaystyle |z|^{2}-b^{*}z-bz^{*}+c,}
де z і b є комплексними числами, z* і b* є комплексно спряжені до z, та b, відповідно, а c — це дійсне число. Використовуючи властивість |у|2 = уу* , ми можемо переписати вираз як
{\displaystyle |z-b|^{2}-|b|^{2}+c,}
що має дійсне значення. Це відбувається тому, що
{\displaystyle {\begin{aligned}|z-b|^{2}&{}=(z-b)(z-b)^{*}\\&{}=(z-b)(z^{*}-b^{*})\\&{}=zz^{*}-zb^{*}-bz^{*}+bb^{*}\\&{}=|z|^{2}-zb^{*}-bz^{*}+|b|^{2}.\end{aligned}}}
Розглянемо інший приклад, вираз
{\displaystyle ax^{2}+by^{2}+c,}
де a, b, c, x і y — дійсні числа, причому а > 0 і b > 0, може бути виражена як квадрат абсолютного значення комплексного числа. Визначимо
{\displaystyle z={\sqrt {a}}\,x+i{\sqrt {b}}\,y.}
Тоді
{\displaystyle {\begin{aligned}|z|^{2}&{}=zz^{*}\\&{}=({\sqrt {a}}\,x+i{\sqrt {b}}\,y)({\sqrt {a}}\,x-i{\sqrt {b}}\,y)\\&{}=ax^{2}-i{\sqrt {ab}}\,xy+i{\sqrt {ba}}\,yx-i^{2}by^{2}\\&{}=ax^{2}+by^{2},\end{aligned}}}
отже,
{\displaystyle ax^{2}+by^{2}+c=|z|^{2}+c.}

### Ідемпотентна матриця
Матриця М є ідемпотентною, якщо М 2 = М. Ідемпотентні матриці узагальнюють ідемпотентні властивості 0 і 1. Виділення квадрату в рівнянні
{\displaystyle a^{2}+b^{2}=a,}
показує, що деякими ідемпотентними 2 × 2 матрицями параметризують коло в (А, B)-площині.
Матриця {\displaystyle {\begin{pmatrix}a&b\\b&1-a\end{pmatrix}}} буде ідемпотентом за умови {\displaystyle a^{2}+b^{2}=a,} що, при виділенні квадрату стає
{\displaystyle (a-{\tfrac {1}{2}})^{2}+b^{2}={\tfrac {1}{4}}.}
В (А, B)-площині — це рівняння кола з центром у точці (1/2, 0) і радіусом 1/2.

## Геометрична інтерпретація
Розглянемо виділення квадрату для рівняння
{\displaystyle x^{2}+bx=a.}
Оскільки х2 являє собою площу квадрата зі стороною довжини х і bx являє собою площу прямокутника зі сторонами b і x, процес виділення квадрата можна розглядати як візуальні маніпуляції прямокутників.
Прості спроби об'єднати квадрат х2 і прямокутник bx у великий квадрат не дають результату. Доданок (b/2)2 потрібно додати до кожної сторони рівняння — це саме та ділянка, якої не вистачає до повного квадрату, звідки походить термін «виділити квадрат».

## Використання у техніці
Зазвичай повний квадрат складається з трьох складових, додамо v 2 до
{\displaystyle u^{2}+2uv}
щоб отримати квадрат. Є також випадки, в яких можна додати середній член тричлена, або 2uv або −2uv, щоб
{\displaystyle u^{2}+v^{2}}
стало повним квадратом.

### Приклад: сума числа і оберненого до нього числа
Написавши
{\displaystyle {\begin{aligned}x+{1 \over x}&{}=\left(x-2+{1 \over x}\right)+2\\&{}=\left({\sqrt {x}}-{1 \over {\sqrt {x}}}\right)^{2}+2\end{aligned}}}
ми бачимо, що сума числа х і оберненого до нього числа завжди більше або дорівнює 2. Квадрат виразу завжди більше або дорівнює нулю, коли х дорівнює 1.

### Приклад: розкладання многочлена 4-го степеня
Розглянемо проблему розкладання на множники многочлена
{\displaystyle x^{4}+324.}
Запишемо його у вигляді
{\displaystyle (x^{2})^{2}+(18)^{2},}
тому середній член 2(х2)(18) = 36х2. Таким чином, ми отримуємо
{\displaystyle {\begin{aligned}x^{4}+324&{}=(x^{4}+36x^{2}+324)-36x^{2}\\&{}=(x^{2}+18)^{2}-(6x)^{2}={\text{різниця квадратів двох виразів}}\\&{}=(x^{2}+18+6x)(x^{2}+18-6x)\\&{}=(x^{2}+6x+18)(x^{2}-6x+18)\end{aligned}}}